# Tadeusz Rykowski
Tadeusz Witold Rykowski (ur. 1 kwietnia 1905 w Warszawie, zm. 1940 w Katyniu) – polski lekkoatleta, wicemistrz Polski w biegu na 400 metrów przez płotki podczas Mistrzostw Polski Seniorów w Lekkoatletyce z 1923 r. (na tych zawodach był także 4. w dziesięcioboju), porucznik saperów Wojska Polskiego, ofiara zbrodni katyńskiej.

## Życiorys
Był synem. Jana i Izabeli z Mielnickich. W 1923 ukończył Szkołę Budowlaną w Warszawie, a cztery lata później Szkołę Podchorążych Rezerwy w Batalionie Szkolnym Saperów w Modlinie. 25 października 1930 Prezydent RP mianował go podporucznikiem ze starszeństwem z 1 stycznia 1930 i 7. lokatą w korpusie oficerów rezerwy inżynierii i saperów, a minister spraw wojskowych wcielił do 1 Batalionu Saperów Legionów w Modlinie. W 1935 ukończył kurs dowódców kompanii. Później został przemianowany na oficera służby stałej. Na stopień porucznika został mianowany ze starszeństwem z 19 marca 1939 i 1. lokatą w korpusie oficerów saperów, grupa techniczna. W tym czasie pełnił służbę w Centrum Wyszkolenia Saperów w Modlinie na stanowisku dowódcy plutonu doświadczalnej kompanii zmotoryzowanej.
Jako sportowiec reprezentował barwy Polonii Warszawa.
Po kampanii wrześniowej znalazł się w sowieckiej niewoli. Zamordowany przez NKWD w ramach tzw. zbrodni katyńskiej.
Był żonaty.
5 października 2007 minister obrony narodowej Aleksander Szczygło mianował go pośmiertnie na stopień kapitana. Awans został ogłoszony 9 listopada 2007, w Warszawie, w trakcie uroczystości „Katyń Pamiętamy – Uczcijmy Pamięć Bohaterów”.